# Campionati europei di atletica leggera 2012 - Salto con l'asta maschile
Il concorso del salto con l'asta maschile ai campionati europei di atletica leggera 2012 si è svolto il 30 giugno e il 1º luglio 2012 all'Olympiastadion di Helsinki.

## Medaglie
| Gold   | Renaud Lavillenie Francia  |
| Silver | Björn Otto Germania        |
| Bronze | Raphael Holzdeppe Germania |

## Programma
| Data           | Ora   | Evento         |
| -------------- | ----- | -------------- |
| 30 giugno 2012 | 13:15 | Qualificazione |
| 1º luglio 2012 | 16:15 | Finale         |

## Risultati

### Qualificazione
Qualificazione: si sono qualificati alla finale gli atleti che hanno raggiunto la misura di 5,60 metri (Q) o i migliori 12 atleti (q).
| Class. | Gruppo | Atleta                 | Nazionalità   | 5.10 | 5.30 | 5.40 | 5.50 | 5.55 | Risultato | Note |
| ------ | ------ | ---------------------- | ------------- | ---- | ---- | ---- | ---- | ---- | --------- | ---- |
| 1      | A      | Renaud Lavillenie      | Francia       | –    | –    | –    | –    | o    | 5.55      | q    |
| 2      | B      | Maksym Mazuryk         | Ucraina       | –    | –    | xxo  | –    | o    | 5.55      | q    |
| 3      | A      | Claudio Stecchi        | Italia        | –    | xo   | –    | xo   | xo   | 5.55      | q    |
| 4      | A      | Björn Otto             | Germania      | –    | –    | –    | o    | –    | 5.50      | q    |
| 4      | B      | Raphael Holzdeppe      | Germania      | –    | –    | –    | o    | –    | 5.50      | q    |
| 4      | B      | Jan Kudlička           | Rep. Ceca     | –    | o    | –    | o    | –    | 5.50      | q    |
| 7      | A      | Konstadínos Filippídis | Grecia        | –    | xxo  | –    | o    | –    | 5.50      | q    |
| 8      | B      | Rasmus Jørgensen       | Danimarca     | o    | o    | o    | xo   | x–   | 5.50      | q =  |
| 8      | B      | Sergey Kucheryanu      | Russia        | –    | o    | –    | xo   | –    | 5.50      | q    |
| 10     | B      | Igor Bychkov           | Spagna        | o    | xo   | –    | xo   | xx–  | 5.50      | q    |
| 11     | B      | Malte Mohr             | Germania      | –    | –    | –    | xxo  | –    | 5.50      | q    |
| 12     | B      | Jérôme Clavier         | Francia       | –    | o    | –    | xxx  |      | 5.30      | q    |
| 12     | A      | Stanislau Tsivonchyk   | Bielorussia   | –    | o    | xxx  |      |      | 5.30      | q    |
| 14     | A      | Max Eaves              | Gran Bretagna | xo   | o    | –    | xxx  |      | 5.30      |      |
| 14     | A      | Dídac Salas            | Spagna        | xo   | o    | xxx  |      |      | 5.30      |      |
| 16     | B      | Eemeli Salomäki        | Finlandia     | –    | xo   | –    | xxx  |      | 5.30      |      |
| 16     | A      | Andrew Sutcliffe       | Gran Bretagna | o    | xo   | xxx  |      |      | 5.30      |      |
| 18     | A      | Jere Bergius           | Finlandia     | –    | xxo  | –    | –    | xxx  | 5.30      |      |
| 18     | A      | Robbert-Jan Jansen     | Paesi Bassi   | –    | xxo  | xxx  |      |      | 5.30      |      |
| 20     | B      | Luke Cutts             | Gran Bretagna | o    | xxx  |      |      |      | 5.10      |      |
| -      | B      | Marco Boni             | Italia        | xxx  |      |      |      |      | nm        |      |
| -      | B      | Przemysław Czerwiński  | Polonia       | –    | xxx  |      |      |      | nm        |      |
| -      | A      | Alhaji Jeng            | Svezia        | –    | –    | –    | xx–  | x    | nm        |      |
| -      | B      | Edi Maia               | Portogallo    | xxx  |      |      |      |      | nm        |      |
| -      | A      | Romain Mesnil          | Francia       | –    | –    | –    | –    | xxx  | nm        |      |
| -      | A      | Pauls Pujāts           | Lettonia      | xxx  |      |      |      |      | nm        |      |
| -      | B      | Nikandros Stylianou    | Cipro         | xxx  |      |      |      |      | nm        |      |
| -      | A      | Denys Yurchenko        | Ucraina       | –    | –    | xxx  |      |      | nm        |      |

### Finale
| Class.  | Atleta                 | Nazionalità | 5.40 | 5.50 | 5.60 | 5.66 | 5.72 | 5.77 | 5.82 | 5.87 | 5.92 | 5.97 | 6.02 | Risultati | Note                                     |
| ------- | ---------------------- | ----------- | ---- | ---- | ---- | ---- | ---- | ---- | ---- | ---- | ---- | ---- | ---- | --------- | ---------------------------------------- |
| Oro     | Renaud Lavillenie      | Francia     | –    | –    | xo   | –    | –    | o    | xxo  | o    | o    | o    | xxx  | 5.97      | Miglior prestazione mondiale stagionale  |
| Argento | Björn Otto             | Germania    | –    | o    | –    | o    | –    | xxo  | xxo  | –    | xo   | –    | xxx  | 5.92      | Miglior prestazione personale            |
| Bronzo  | Raphael Holzdeppe      | Germania    | –    | o    | –    | –    | o    | o    | xxx  |      |      |      |      | 5.77      | =                                        |
| 4       | Malte Mohr             | Germania    | –    | –    | o    | –    | –    | xo   | xxx  |      |      |      |      | 5.77      |                                          |
| 5       | Konstadínos Filippídis | Grecia      | –    | o    | –    | o    | xo   | xxx  |      |      |      |      |      | 5.72      | Miglior prestazione personale stagionale |
| 6       | Jan Kudlička           | Rep. Ceca   | o    | –    | o    | –    | xx–  | x    |      |      |      |      |      | 5.60      |                                          |
| 7       | Rasmus Jørgensen       | Danimarca   | xxo  | xxo  | xxx  |      |      |      |      |      |      |      |      | 5.50      | =                                        |
| 8       | Maksym Mazuryk         | Ucraina     | xo   | –    | xxx  |      |      |      |      |      |      |      |      | 5.40      |                                          |
| 8       | Claudio Stecchi        | Italia      | xo   | xxx  |      |      |      |      |      |      |      |      |      | 5.40      |                                          |
| 10      | Jérôme Clavier         | Francia     | xxo  | –    | xxx  |      |      |      |      |      |      |      |      | 5.40      |                                          |
|         | Igor Bychkov           | Spagna      | xxx  |      |      |      |      |      |      |      |      |      |      | NM        |                                          |
|         | Sergey Kucheryanu      | Russia      | xxx  |      |      |      |      |      |      |      |      |      |      | NM        |                                          |
|         | Stanislau Tsivonchyk   | Bielorussia | xxx  |      |      |      |      |      |      |      |      |      |      | NM        |                                          |